# Petite Briance
Die Petite Briance ist ein kleiner Fluss in Frankreich, die im Département Haute-Vienne in der Region Nouvelle-Aquitaine verläuft. Sie entspringt beim Weiler Le Bois Nouveau, im südlichen Gemeindegebiet von La Porcherie, entwässert generell Richtung Nordnordwest und mündet nach rund 18 Kilometern im Gemeindegebiet von Glanges als rechter Nebenfluss in die Briance. Die Petite Briance verläuft in ihrem Oberlauf entlang der Bahnstrecke Les Aubrais-Orléans–Montauban-Ville-Bourbon und der parallel verlaufenden  Autobahn A20.

## Orte am Fluss
(Reihenfolge in Fließrichtung)
- Le Bois Nouveau, Gemeinde La Porcherie
- La Valette, Gemeinde La Porcherie
- Château Rivière, Gemeinde Saint-Germain-les-Belles
- Saint-Germain-les-Belles
- Nabouliéras, Gemeinde Glanges
- Glanges